# Старое Автозаводское кладбище
Старое Автозаво́дское кладбище (также Старо-Автозаводское, Молочное) — кладбище на территории Автозаводского района Нижнего Новгорода (ул. Парышевская, 1а).

## История
Кладбище основано в 1940 году в районе деревни Малышево, к тому времени ставшей частью Автозаводского района Нижнего Новгорода.
В годы Великой Отечественной войны на Старо-автозаводском кладбище велись захоронения солдат, погибших и умерших от ран в эвакогоспиталях Нижнего Новгорода. Всего в братской могиле захоронен 171 человек. Над захоронением установлен обелиск.
Также на территории некрополя находится братская могила работников Горьковского автомобильного завода, погибшим на трудовом посту во время налётов в 1941—1943 годах. Обелиск на месте захоронения установлен в 1969 году.
В начале 2000-х годов на Старо-автозаводском кладбище был сооружён мемориал воинам-автозаводцам, погибших в ходе локальных конфликтов на Северном Кавказе и построена часовня. На территории мемориала захоронены 8 нижегородцев, погибших в период с 1995 по 2004 год на Северном Кавказе.
Своё второе название Молочное — кладбище, возможно получило благодаря находившейся в этих местах до войны Автозаводской молочной ферме.
Это кладбище также называют ещё кладбищем у Аэропорта.

## Современность
Старо-автозаводское кладбище является закрытым для захоронений. Допускаются только захоронения в семейные могилы. Также на кладбище иногда производятся захоронения известных жителей Автозаводского района Нижнего Новгорода.

## Известные люди, похороненные на Старо-автозаводском кладбище
- Бородин, Николай Иванович — участник Великой Отечественной войны, артиллерист, старший сержант, Герой Советского Союза[3]
- Буханов, Алексей Дмитриевич — участник Великой Отечественной войны, лейтенант авиации, командир звена пикирующих бомбардировщиков Пе-2, Герой Советского Союза[4]
- Вершинин, Денис Иванович — токарь Горьковского автомобильного завода, новатор производства, Герой Социалистического Труда, лауреат Государственной премии СССР[5]
- Видяев Борис Павлович — директор Автомобильного завода с 1986 по 1994 год.
- Габайдулин, Геннадий Габайдулович — участник Великой Отечественной войны, старший лейтенант, Герой Советского Союза[6]
- Гришин, Александр Ефимович — участник Великой Отечественной войны, гвардии старшина, кавелер Ордена Славы 3-х степеней[7]
- Заулин, Иван Александрович — участник Великой Отечественной войны, старший сержант, Герой Советского Союза[8]
- Исаев, Глеб Михайлович — кузнец Горьковского автомобильного завода, новатор производства, Герой Социалистического Труда, дважды награждён Орденом Ленина[9]
- Исайко, Михаил Анисимович — участник Великой Отечественной войны, лейтенант, Герой Советского Союза[10]
- Кабалин, Николай Петрович — участник Великой Отечественной войны, старшина, Герой Советского Союза[11]
- Карпов, Михаил Павлович — участник Великой Отечественной войны, лейтенант, Герой Советского Союза[12]
- Карцев, Дмитрий Гаврилович — кузнец Горьковского автомобильного завода, новатор производства, Герой Социалистического Труда[13]
- Киселёв, Иван Иванович — директор Горьковского автомобильного завода, Герой Социалистического Труда, лауреат Ленинской и Государственной премий, дважды награждён Орденом Ленина[14]
- Ковалёв, Тимофей Фёдорович — участник Великой Отечественной войны, командир стрелкового батальона, майор, Герой Советского Союза[15]
- Коноваленко, Виктор Сергеевич — советский хоккеист[16]
- Константинов, Сергей Иванович — участник Великой Отечественной войны, старшина артиллерии, кавелер Ордена Славы 3-х степеней[17]
- Косицын, Александр Иванович — бригадир цеха крупной штамповки и инструментально-штампового корпуса Горьковского автомобильного завода, новатор производства, Герой Социалистического Труда, лауреат Сталинской премии[18]
- Крайнов, Степан Матвеевич — участник Великой Отечественной войны, майор танковых войск, Герой Советского Союза[19]
- Кургузов, Иван Ефимович — участник Великой Отечественной войны, старшина артиллерии, кавелер Ордена Славы 3-х степеней[20]
- Мамутин, Борис Яковлевич — участник Великой Отечественной войны, старший сержант артиллерии, Герой Советского Союза[21]
- Митряев, Владимир Александрович — участник Великой Отечественной войны, сержант, Герой Советского Союза[22]
- Пермяков, Иван Сергеевич — бригадир вальцовщиков колёсного цеха Горьковского автомобильного завода, новатор производства, Герой Социалистического Труда, лауреат Премии Ленинского комсомола[23]
- Плотников, Фёдор Васильевич — участник Великой Отечественной войны, лейтенант артиллерии, Герой Советского Союза[24]
- Сафонов, Александр Михайлович — работник Горьковского автомобильного завода, первый заместитель директора предприятия, Герой Социалистического Труда, лауреат Сталинской премии, трижды награждён Орденом Ленина[25]
- Сипатова, Вера Васильевна — шлифовщица завода мостов грузовых автомобилей Горьковского автомобильного завода, новатор производства, Герой Социалистического Труда, дважды награждена Орденом Ленина[26]
- Фролов, Александр Николаевич — советский и российский хоккеист[27]
- Халаичев, Лев Феоктистович — советский хоккеист[28]
- Шаталин, Николай Михайлович — управляющий производством нестандартного оборудования Горьковского автомобильного завода, Герой Социалистического Труда, лауреат Ленинской премии
- Шебалова, Марфа Ивановна — полировщица цеха металлопокрытий Горьковского автомобильного завода, новатор производства, Герой Социалистического Труда[29]
- Шнитников, Евгений Петрович — начальник разведуправления нижегородского СОБРа, капитан милиции, за подвиг, совершённый 6 августа 1996 года во время защиты здания УБОП при МВД Чеченской республики был удостоен звания Героя Российской Федерации
- Буковский, Сергей Иванович — советский военный деятель, генерал-майор.